# Aloe albida
Aloe albida är en grästrädsväxtart som först beskrevs av Otto Stapf, och fick sitt nu gällande namn av Gilbert Westacott Reynolds. Aloe albida ingår i släktet Aloe och familjen grästrädsväxter. Inga underarter finns listade i Catalogue of Life.